# Karel Bendl
Karel Bendl (ur. 16 kwietnia 1838 w Pradze, zm. 20 września 1897 tamże) – czeski kompozytor i dyrygent.

## Życiorys
W latach 1855–1858 studiował w szkole organistowskiej w Pradze. Jego nauczycielami byli Karl Pietsch, František Blažek i Josef Leopold Zvonař. Po ukończeniu studiów zaczął pisać swoje pierwsze kompozycje, pomoc materialna ze strony majętnego ojca zapewniła mu niezależne życie. W latach 1864–1865 był dyrygentem operowym w Brukseli, Amsterdamie i Paryżu. Po powrocie do Czech pracował jako dyrygent. Od 1865 do 1877 roku dyrygował praskim chórem Hlahol, dla którego komponował także utwory. W 1867 roku na deskach Teatru Tymczasowego (Prozatímní divadlo) wystawił swoją pierwszą operę, Lejla. Zajmował się także dziennikarstwem, w latach 1883–1886 był redaktorem dodatku muzycznego do czasopisma Humoristické listy. W 1894 roku w zastępstwie przebywającego w Ameryce Antonína Dvořáka wykładał w konserwatorium w Pradze. Związany był z ugrupowaniem artystycznym Umělecká beseda. Był również członkiem Czeskiej Akademii Nauk i Umiejętności (Česká akademie věd a umění).
Był przedstawicielem czeskiej szkoły narodowej w muzyce. W swoich utworach wykorzystywał elementy rodzimego folkloru. Tworzył głównie pieśni i muzykę chóralną. Napisał 11 oper, w tym 9 w języku czeskim, jedną w niemieckim i jedną we włoskim. Wśród nielicznych utworów instrumentalnych Bendla znajdują się m.in. kwartet smyczkowy, utwory na fortepian i muzyka baletowa.
Dvořák zadedykował mu swój pierwszy cykl pieśni.